# Narsahi
Narsahi (en népalais : नस्रही) est un comité de développement villageois du Népal situé dans le district de Nawalparasi. Au recensement de 2011, il comptait 9 047 habitants.